# Sveno
Sveno è un personaggio della Gerusalemme Liberata di Torquato Tasso.

## Il personaggio
La storia di Sveno, giovane principe cristiano di Danimarca (che nel poema è chiamata Dania, ovvero l'antico nome del paese europeo), è interamente contenuta nell'ottavo canto del poema. Condottiero profondamente religioso, forse il guerriero più religioso in assoluto tra tutti i partecipanti della prima crociata, si pone alla testa del suo gruppo armato per raggiungere il resto dell'esercito cristiano. Ma appena giunto in Terra Santa, viene intercettato dal re musulmano Solimano, che lo fa cadere in un agguato; Sveno e i suoi uomini cercano di resistere eroicamente, finendo tuttavia per soccombere. In particolare il principe, benché rimasto subito ferito, continua a lottare e riesce anche a eliminare alcuni nemici, venendo però infine ucciso proprio da Solimano. L'unico danese a sopravvivere è Carlo, creduto morto dai musulmani: dopo l'allontanarsi di costoro, verrà soccorso da due eremiti. Carlo quindi si rialza e raggiunge il luogo dove giace Sveno, i cui occhi sono rimasti aperti; vorrebbe inumare il suo signore, ma improvvisamente si materializza un sepolcro spalancato, vuoto al suo interno, che ingloba il corpo del principe per poi chiudersi.
Per questo episodio, tra i più celebri del poema, Tasso ha attinto indubbiamente molto dalla Chanson de Roland, dove l'omonimo protagonista finisce anch'egli vittima di un agguato saraceno: tanto Roland quanto Sveno sembrano inoltre morire da martiri della fede, con elementi propri dei testi agiografici (l'anima del Paladino di Francia è raccolta dagli arcangeli discesi giù dal cielo, il corpo di Sveno viene tumulato per diretto intervento divino); lo stesso principe utilizza esplicitamente la parola "martirio" nell'ultimo discorso rivolto ai suoi uomini, dopo essersi accorto dell'imboscata e aver realizzato l'imminente fine. Ma Tasso può aver tenuto presente anche alcune figure di giovani condottieri cristiani nell' Orlando Furioso di Ludovico Ariosto, ovvero il principe scozzese Zerbino e i due fratelli Malindo e Ardalico cavalieri di Fiandra, tutti destinati a morte prematura dopo aver dato prova di grandissimo valore non solo in senso propriamente militare (da notare che i personaggi ariosteschi in questione partono per la guerra quando questa è già iniziata, al pari di Sveno).
Nella Gerusalemme conquistata, riscrittura del poema, il nome del personaggio è Sueno e la sua tomba non sorge miracolosamente dal nulla.

### Fonti
- Gerusalemme Liberata, canto VIII.